# Henri de Lubac
Henri Marie Joseph Sonier de Lubac, född 20 februari 1896 i Cambrai, död 4 september 1991 i Paris, var en fransk kardinal, teolog och jesuit.

## Biografi
Henri de Lubac blev medlem av jesuitorden i Lyon 1913, och deltog under första världskriget i franska armén. Han fick sin utbildning av jesuiterna, och blev teol.dr. i Rom. 1927 prästvigdes han, och blev universitetslektor i religionshistoria i Lyon. Han stannade i Lyon till 1961, bortsett för några år under andra världskriget, då han tvingades fly på grund av sitt samröre med motståndsrörelsen, och sina skrifter mot nazismen. 
Under Andra Vatikankonciliet var han peritus (teologisk expert), och att konciliet överhuvudtaget kom att äga rum, har ofta tillskrivits de Lubac. Genom sina böcker om andra religioner och ateism, hade han förändrat Romersk-katolska kyrkans hållning i dessa frågor. Han hade sedan slutet av 1950-talet varit ledamot av Institut de France. Under slutet av 1940-talet blev han en förebild för Michel de Certeau som inträdde i jesuitorden genom de Lubacs inflytande.
de Lubac räknas som en av 1900-talets främsta teologer och humanister. Han bröt tidigt med nyskolastiken och anknöt till modernismens frågor.
2 februari 1983 utnämnde påve Johannes Paulus II honom till kardinaldiakon.